# Elena Pietrini
Elena Pietrini (Imola, 17 marzo 2000) è una pallavolista italiana, schiacciatrice della Pro Victoria.

## Biografia
Figlia dell'ex cestista Alberto Pietrini, è nata ad Imola, dove il padre giocava nella squadra di basket cittadina, ma è cresciuta a Livorno, dove ha mosso i primi passi nel mondo della pallavolo.

## Carriera

### Club
La carriera di Elena Pietrini inizia nel Volleyrò, nella stagione 2015-16, in Serie B2: resta nello stesso club anche per l'annata successiva disputando la Serie B1. Nella stagione 2017-18 entra a far parte della squadra federale del Club Italia, in Serie A2, giocando poi, con la stessa maglia, in Serie A1 nel campionato 2018-19.
Nell'annata 2019-20 viene ingaggiata dalla Savino Del Bene, in Serie A1, con cui si aggiudica una Challenge Cup e una Coppa CEV. Per il campionato 2023-24 approda nella formazione di Superliga russa della Dinamo-Ak Bars, aggiudicandosi lo scudetto e il premio come miglior schiacciatrice.
Nella stagione 2024-25 rientra in Italia accasandosi alla Pro Victoria, in Serie A1.

### Nazionale
Fa parte delle selezioni giovanili italiane, vincendo nel 2017 con l'under 18 la medaglia d'argento al campionato europeo e quella d'oro al campionato mondiale, dove viene premiata come MVP. Pur non vincendo alcuna medaglia, in seguito indossa le maglie dell'under 19, dell'under 20 e dell'under 22.
Nel 2018 ottiene le prime convocazioni in nazionale maggiore, conquistando la medaglia d'argento al campionato mondiale. In seguito vince la medaglia d'oro al campionato europeo 2021 e alla Volleyball Nations League 2022 e quella di bronzo al campionato mondiale 2022.

## Palmarès

### Club
- Campionato russo: 1

2023-24
- Coppa CEV: 1

2022-23
- Challenge Cup: 1

2021-22

### Nazionale (competizioni minori)
- Campionato europeo under 18 2017
- Campionato mondiale under 18 2017
- Montreux Volley Masters 2019

### Premi individuali
- 2017 - Campionato europeo under 18: Miglior schiacciatrice
- 2017 - Campionato mondiale under 18: MVP
- 2021 - Campionato europeo: Miglior schiacciatrice
- 2024 - Superliga: Miglior schiacciatrice